# Georg Cantor: Der Jahrhundertmathematiker und die Entdeckung des Unendlichen

David Foster Wallace

Georg Cantor: Der Jahrhundertmathematiker und die Entdeckung des Unendlichen ist ein in Erzählform angelegtes Sachbuch des US-amerikanischen Autors David Foster Wallace über die mathematischen Entwicklungen, die vom deutschen Mathematiker Georg Cantor zur Mengenlehre führten.

## Inhalt
Das Buch schildert die seit dem Klassischen Altertum bestehenden Probleme im Umgang mit dem Unendlichen, wie sie sich unter anderem im Paradoxon Zenons von Elea zeigten, es wurde nicht verstanden, wie unendlich viele Zeitintervalle sich insgesamt zu einem endlichen zusammenfügen können. Auch die Entdeckung der Irrationalität durch die Pythagoreer hängt mit einem unendlichen Prozess zur Erreichung dieser irrationalen Zahlen zusammen, das aktual Unendliche wurde abgelehnt. Diese begrifflichen Schwierigkeiten setzten sich, ohne einer Klärung näher zu kommen, bis ins 17. Jahrhundert fort. Die sich entwickelnde Analysis machte vom unendlich Kleinen Gebrauch, Begriffe wie Funktion und Stetigkeit blieben nebulös. Wichtige Probleme mit dem Unendlichen wie die Konvergenz von Reihen, insbesondere die der Fourierreihen, wurden eher spekulativ angegangen, da die von den Gegnern der Analysis eingeforderte „geometrische Strenge“ mit den damaligen Mitteln nicht zu leisten war. So behauptete Fourier durch Angabe einer Integralformel für die Fourier-Koeffizienten, jede Funktion ließe sich in eine Fourierreihe entwickeln. Was ist es, das die reellen Zahlen als in irgendeinem Sinne vollständige, stetige oder lückenlose Gesamtheit vor den rationalen Zahlen auszeichnet, was hat man sich unter stetigen Übergängen vorzustellen? Erst die Präzisierungen durch Karl Weierstraß ({\displaystyle \epsilon }-{\displaystyle \delta }-Definition) und Bernhard Riemann (welche Funktionen haben Integrale?) schufen hier Abhilfe und ließen die Frage nach der Existenz des aktual Unendlichen klarer hervortreten. Richard Dedekind gelang mittels heute so genannter Dedekindscher Schnitte eine exakte Definition der reellen Zahlen, verwendete dabei aber die damals kaum akzeptierte Existenz unendlicher Mengen.

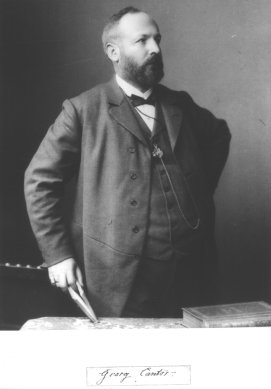
Georg Cantor

Vor diesem Hintergrund tritt Georg Cantor auf; er verwendet nicht nur unendliche Mengen, sondern zeigt darüber hinaus unterschiedliche Grade der Unendlichkeit auf. Ihm gelingt die Definition der reellen Zahlen mittels Fundamentalfolgen rationaler Zahlen und er kann darüber das Phänomen der Vollständigkeit fassen, indem er zeigt, dass jede Fundamentalfolge reeller Zahlen gegen eine reelle Zahl konvergiert. In der damals klassischen Problematik der Fourierreihen untersucht er, welche Funktionen eindeutige Fourierreihen besitzen. Dabei gelingt es ihm, Unstetigkeitsstellen zulassen zu können, zunächst endlich viele, dann unendlich viele, wobei er in natürlicher Weise auf Ableitungen von Mengen und deren Iterationen geführt wird. Das gilt als Beginn der Cantorschen Mengenlehre.
Das sogenannte galileische Paradoxon, wonach es genauso viele natürliche Zahlen wie Quadratzahlen gibt, löst Cantor durch den Begriff der Gleichmächtigkeit auf. Er beweist die Abzählbarkeit der rationalen Zahlen sowie die heute als Satz von Cantor bekannte Aussage, dass die Potenzmenge einer Menge stets von größerer Mächtigkeit als die Menge selbst ist. Das „Kontinuum“, das heißt die Menge der reellen Zahlen, weist er mittels eines Diagonalarguments als nicht abzählbar nach, woraus sich die Frage ergibt, ob es zwischen der Abzählbarkeit und der Mächtigkeit des Kontinuums weitere Mächtigkeiten gibt, deren Nichtexistenz als Cantors Kontinuumshypothese bekannt ist. Mit Cantors erfolglosen Versuchen, das Problem der Kontinuumshypothese zu lösen, und Andeutungen der Arbeiten Kurt Gödels und Paul Cohens zur Unabhängigkeit der Kontinuumshypothese von der Zermelo-Fraenkel-Mengenlehre, die Cantors Scheitern erklären, schließt das Buch.

## Abgrenzungen
Die meisten der oben auftretenden Begriffe werden dem Leser in Erzählform dargebracht, wobei an manchen Stellen die mathematische Präzision naturgemäß der Vermittlung eines Eindrucks weichen muss. Es gibt zahlreiche Fußnoten zu den Begriffen und zu den vorgestellten Mathematikern. Einige biografische Angaben zur Person Cantors finden sich im fünften Kapitel, dennoch kann das Buch nicht als Biografie bezeichnet werden, die Herausarbeitung der mathematischen Entwicklung der Mengenlehre steht klar im Vordergrund.